# Pseudoanthidium katbergense
Pseudoanthidium katbergense is een vliesvleugelig insect uit de familie van de Megachilidae. De wetenschappelijke naam van de soort is voor het eerst geldig gepubliceerd in 1940 door George A. Mavromoustakis.